# Matilde di Boulogne
Matilde di Boulogne, in francese Mathilde de Boulogne (Boulogne-sur-Mer, 1105 circa – Castello di Hedingham, 3 maggio 1152) dal 1125 fu contessa di Boulogne fino alla sua morte, e contessa consorte di Mortain fino al 1135, e inoltre duchessa consorte di Normandia dal 1135 al 1144 e regina consorte d'Inghilterra dal 1135 fino alla sua morte.

## Origine
Secondo la Genealogica comitum Buloniensium era l'unica figlia del conte di Boulogne Eustachio III e della moglie, Maria di Scozia, che secondo il monaco e cronista inglese Orderico Vitale, era sorella del re di Scozia Edgardo di Scozia e figlia del re di Scozia Malcolm III e della sua seconda moglie, Margherita del Wessex (Ungheria, 1045 – 16 novembre 1093), che secondo il The Chronicles of Florence of Worcester with two continuations era figlia del principe Edoardo (figlio del re d'Inghilterra Edmondo II, che secondo Orderico Vitale, discendeva da Alfredo il Grande e quindi dal primo re d'Inghilterra, Egberto del Wessex) e di Agata, che, sempre secondo il The Chronicles of Florence of Worcester with two continuations era nipote dell'imperatore del Sacro Romano Impero Enrico II (daughter of the brother of Emperor Henry), mentre secondo la Chronica Albrici Monachi Trium Fontium era la sorella della regina d'Ungheria (Agatham regine Hunorem sororem), mentre per Orderico Vitale era figlia del re d'Ungheria; Margherita era la sorella di Edgardo Atheling, ultimo discendente del Casato dei Wessex e pretendente alla corona d'Inghilterra.
Eustachio III di Boulogne, ancora secondo la Genealogica comitum Buloniensium era il figlio primogenito del conte di Boulogne Eustachio II e della moglie, Ida di Lorena (1046 - 1113), che secondo l'Ex Vita B. Idæ Boloniensis Comitissæ era figlia di Goffredo III di Lorena, detto il Barbuto, duca di Lorena e della moglie Doda. Ancora secondo la Genealogica comitum Buloniensium, Matilde era la nipote (erano i fratelli di suo padre) dei primi due re di Gerusalemme, Goffredo di Buglione e Baldovino I di Gerusalemme, come conferma anche Guglielmo di Tiro, l'arcivescovo della città di Tiro, nell'odierno Libano, nel suo Historia rerum in partibus transmarinis gestarum.

## Biografia
Quando Matilde era piccola suo padre Eustachio III, che aveva già affiancato il duca di Normandia Roberto II il Corto durante il tentativo di invasione della Normandia da parte del re d'Inghilterra, il fratello di Roberto II Guglielmo il Rosso e poi insieme avevano partecipato alla prima crociata, appoggiò ancora Roberto II contro l'altro suo fratello, Enrico Beauclerc, che si era appropriato della corona d'Inghilterra senza però farsi travolgere dalla sconfitta di Roberto.
Alla morte di suo zio Baldovino re di Gerusalemme, nel 1118, quel trono fu offerto a suo padre, ma Eustachio III rifiutò.
Nel 1125 Matilde sposò il conte di Mortain Stefano di Blois (circa 1096 – 1154), che, secondo Orderico Vitale, era il figlio maschio terzogenito del conte di Blois, di Chartres, di Châteaudun, di Tours, di Provins, di Sancerre, di Meaux e di Troyes Stefano II, e di Adele d'Inghilterra (circa 1062 - 1137), che, sia secondo Orderico Vitale, sia il monaco e cronista normanno Guglielmo di Jumièges, autore della sua Historiæ Normannorum Scriptores Antiqui, sia il cronista e monaco benedettino dell'abbazia di Malmesbury, nel Wiltshire (Wessex), Guglielmo di Malmesbury e sia il cronista e monaco benedettino inglese Matteo di Parigi, era figlia del duca di Normandia e re d'Inghilterra Guglielmo il Conquistatore, e di Matilde delle Fiandre (1032 - 1083); il fratello di Stefano, Tebaldo IV il Grande, aveva riunificato la contea di Blois con la contea di Champagne, mentre il fratello minore di Stefano, Enrico di Blois era monaco cluniacense e sarebbe divenuto abate di Glastonbury, ne 1126, vescovo di Winchester, nel 1129, e legato papale per l'Inghilterra nel 1138.
Dopo il matrimonio dell'unica figlia, Matilde, Eustachio III, in quello stesso anno, abdicò a favore di Matilde e si fece monaco a Rumilly, come conferma il documento n° 3984 del Recueil des chartes de l'abbaye de Cluny, Tome V (Eustachius olim comes Boloniensis, nunc autem, disponente Deo, monachus Cluniacensis), così Matilde oltre alla contea di Boulogne ereditò i feudi inglesi del padre, nell'Essex, che Matilde governò assieme al marito, Stefano fino al 1151, quando abdicò a favore del figlio secondogenito (il primogenito, Baldovino (1126 - † 1135), come risulta dal documento n° 508 del Regesta Regum Anglo-Normannorum, vol.III, nel 1139 era già morto), Eustachio.
Nel 1127 il re Enrico I d'Inghilterra, che era sia zio suo (la moglie di Enrico, Matilde di Scozia, era sorella della mamma di Matilde, Maria di Scozia) che di suo marito Stefano (la madre, Adele d'Inghilterra era sorella di Enrico I) convocò un concilio al quale parteciparono tutti i nobili laici ed ecclesiastici più importanti, tra cui suo cognato, Davide I di Scozia, suo nipote, Stefano di Blois (Matteo di Parigi afferma che Stefano fu il primo a giurare) e il suo primogenito illegittimo, Roberto di Gloucester; a tutti fece giurare che avrebbero accettato come regina sua figlia Matilde.
Dopo la morte del re d'Inghilterra Enrico I Beauclerc Stefano, il giorno di Natale del 1135, fu incoronato re nell'abbazia di Westminster, impossessandosi del trono di cui era erede sua cugina Matilde, detta l'Imperatrice e alla quale aveva giurato fedeltà. Anche Matilde di Boulogne fu incoronata regina consorte d'Inghilterra nell'abbazia di Westminster il 22 marzo 1136.
Si aprì dunque in Inghilterra un periodo di guerre e contese, conosciuto come l'“Anarchia (o guerra civile) inglese” (1135-1154).
Matilde di Boulogne prese parte attiva alla guerra civile, che interessò tutto il regno di Stefano: dirigendo in prima persona, nel 1138, l'assedio del castello di Dover che era nelle mani dei sostenitori della cugina Matilde e, poi, condusse le trattative con suo zio, il re di Scozia Davide I, che portarono alla pace con il trattato di Durham del 9 aprile 1139. Quando, nel 1141, dopo la battaglia di Lincoln, del febbraio 1141, in cui suo marito Stefano venne catturato dal nemico, suo marito Stefano era prigioniero a Bristol, Matilde di Boulogne, assieme al comandante delle truppe fiamminghe, Guglielmo d'Ypres, nel sud-est del regno, avevano raccolto le truppe fedeli a re Stefano e corsero in aiuto dei londinesi che sierano rivoltati contro l'imperatrice, Matilde, impedendo l'Incoronazione della rivale, l'imperatrice Matilde, e poi in soccorso alla città di Winchester, assediata dall'imperatrice, dopo che il vescovo della città, il cognato Enrico di Blois aveva nuovamente di appoggiatosuo marito Stefano; poi, nel mese di settembre, facendo prigioniero Roberto di Gloucester, che fu tenuto prigioniero per due mesi nel castello di Rochester. Quest'ultimo avvenimento capovolse le sorti della guerra: infatti l'imperatrice, Matilde accettò di liberare Stefano (liberato il 1º novembre) in cambio della liberazione del fratellastro, Roberto di Caen, conte di Gloucester. Infine, dopo la liberazione, il marito Stefano tornò a Londra e il giorno di Natale 1141 fu nuovamente incoronato re nella cattedrale di Canterbury; secondo il  Gesta Stephani regis Anglorum et ducis Normannorum ci fu una cerimonia di ringraziamento per la liberazione del re.

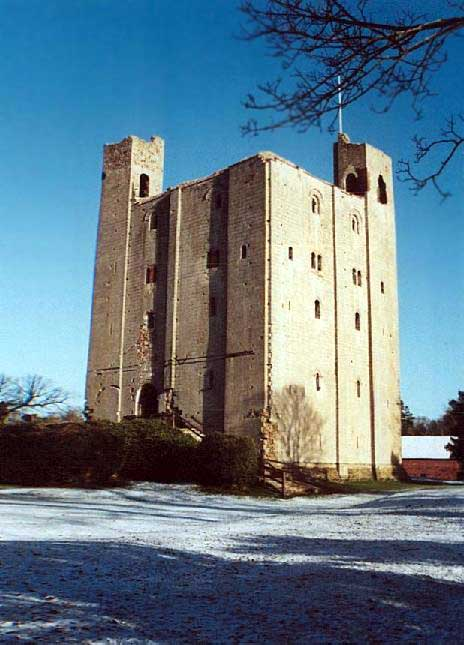
Mastio del Castello di Hedingham.

All'inizio del 1140 Matilde di Boulogne era riuscita a combinare il matrimonio tra il proprio figlio, erede di Stefano, Eustachio e la sorella del re di Francia Luigi VII, Costanza, figlia di Luigi VI di Francia, stabilendo così un'alleanza con il regno di Francia, come ci conferma Matteo di Parigi, e, in febbraio, fu presente al matrimonio, celebrato a Parigi.
Matilde di Boulogne si ritirò in disparte dedicandosi alla famiglia; secondo lo Historical Works of Gervase of Canterbury, Vol. I, la regina viveva a Canterbury.
Nel 1151 Matilde di Boulogne abdicò a favore del figlio primogenito, Eustachio.
Matilde di Boulogne morì nel castello di Hedingham, vicino a Colchester (Essex), come scrive Matteo di Parigi, nell'anno 1151, mentre Robert de Torigni, nell'anno 1152, come Gervaso di Canterbury e fu tumulata nell'abbazia cluniacense di Faversham(Kent), fatta costruire da lei, alcuni anni prima, e dove presto fu raggiunta dal figlio, Eustachio e dal marito Stefano.

## Figli
Matilde a Stefano diede cinque figli:
- Baldovino (1126 - † 1135), come risulta dal documento n° 508 del Regesta Regum Anglo-Normannorum, vol.III[19];
- Eustachio[19] (circa 1130–1153), conte di Mortain e conte di Boulogne;
- Guglielmo[42] (circa 1137–1159), conte di Boulogne e conte del Surrey;
- Matilde (1133 - † dopo il 1137), come risulta dal documento n° 509 del Regesta Regum Anglo-Normannorum, vol.III[19];
- Maria[43] (1131-1182), monaca (badessa[43]), poi contessa di Boulogne, forzata a sposare Matteo di Lorena († 1173).

## Ascendenza
|                           |                    |                     | Genitori                                 |  |  | Nonni |  |  | Bisnonni                |  |  | Trisnonni                |  |
|                           |                    |                     |                                          |  |  |       |  |  | Eustachio I di Boulogne |  |  | Baldovino II di Boulogne |  |
|                           |                    |                     |                                          |  |  |       |  |  | Eustachio I di Boulogne |  |  | Baldovino II di Boulogne |  |
|                           |                    | Adelina d'Olanda    |                                          |  |  |       |  |  | Eustachio I di Boulogne |  |  |                          |  |
| Eustachio II di Boulogne  |                    |                     |                                          |  |  |       |  |  | Eustachio I di Boulogne |  |  |                          |  |
|                           |                    | Matilda di Boulogne | Lambert, I conte di Lovanio              |  |  |       |  |  |                         |  |  |                          |  |
|                           |                    | Matilda di Boulogne | Lambert, I conte di Lovanio              |  |  |       |  |  |                         |  |  |                          |  |
|                           |                    | Matilda di Boulogne | Gerberga di Lorena                       |  |  |       |  |  |                         |  |  |                          |  |
| Eustachio III di Boulogne |                    | Matilda di Boulogne |                                          |  |  |       |  |  |                         |  |  |                          |  |
|                           |                    | Goffredo il Barbuto | Gothelo I di Lorena                      |  |  |       |  |  |                         |  |  |                          |  |
|                           |                    | Goffredo il Barbuto | Gothelo I di Lorena                      |  |  |       |  |  |                         |  |  |                          |  |
|                           |                    | Goffredo il Barbuto | Barbe de Lebarten (estremamente incerto) |  |  |       |  |  |                         |  |  |                          |  |
| Ida di Boulogne           |                    | Goffredo il Barbuto |                                          |  |  |       |  |  |                         |  |  |                          |  |
|                           |                    | Doda                | …                                        |  |  |       |  |  |                         |  |  |                          |  |
|                           |                    | Doda                | …                                        |  |  |       |  |  |                         |  |  |                          |  |
|                           |                    | Doda                | …                                        |  |  |       |  |  |                         |  |  |                          |  |
| Matilde di Boulogne       |                    | Doda                |                                          |  |  |       |  |  |                         |  |  |                          |  |
|                           | Duncan I di Scozia | Crinán di Dunkeld   |                                          |  |  |       |  |  |                         |  |  |                          |  |
|                           | Duncan I di Scozia | Crinán di Dunkeld   |                                          |  |  |       |  |  |                         |  |  |                          |  |
|                           | Duncan I di Scozia | Bethoc di Scozia    |                                          |  |  |       |  |  |                         |  |  |                          |  |
| Malcolm III di Scozia     | Duncan I di Scozia |                     |                                          |  |  |       |  |  |                         |  |  |                          |  |
|                           |                    | Suthen              | …                                        |  |  |       |  |  |                         |  |  |                          |  |
|                           |                    | Suthen              | …                                        |  |  |       |  |  |                         |  |  |                          |  |
|                           |                    | Suthen              | …                                        |  |  |       |  |  |                         |  |  |                          |  |
| Maria di Scozia           |                    | Suthen              |                                          |  |  |       |  |  |                         |  |  |                          |  |
|                           |                    | Edoardo l'esiliato  | Edmondo II d'Inghilterra                 |  |  |       |  |  |                         |  |  |                          |  |
|                           |                    | Edoardo l'esiliato  | Edmondo II d'Inghilterra                 |  |  |       |  |  |                         |  |  |                          |  |
|                           |                    | Edoardo l'esiliato  | Ealdgyth                                 |  |  |       |  |  |                         |  |  |                          |  |
| Margherita di Scozia      |                    | Edoardo l'esiliato  |                                          |  |  |       |  |  |                         |  |  |                          |  |
|                           |                    | Agata di Kiev       | controverso                              |  |  |       |  |  |                         |  |  |                          |  |
|                           |                    | Agata di Kiev       | controverso                              |  |  |       |  |  |                         |  |  |                          |  |
|                           |                    | Agata di Kiev       | controversa                              |  |  |       |  |  |                         |  |  |                          |  |
|                           |                    | Agata di Kiev       |                                          |  |  |       |  |  |                         |  |  |                          |  |

### Fonti primarie
- (LA)  The Historical Works of Gervase of Canterbury, Vol. I.
- (LA)  Recueil des chartes de l'abbaye de Cluny, Tome V.
- (LA)  Historia rerum in partibus transmarinis gestarum.
- (LA)  Regesta Regum Anglo-Normannorum, vol.III'.
- (LA)  Gesta Stephani regis Anglorum et ducis Normannorum.
- (LA)  Chronique de Robert de Torigni, abbé du Mont-Saint-Michel, vol I.
- (LA)  HISTORIA HIEROSOLYMITANAE EXPEDITIONIS.
- (LA)  Matthæi Parisiensis, monachi Sancti Albani, Chronica majora, vol I.
- (LA)  Matthæi Parisiensis, monachi Sancti Albani, Chronica majora, vol II.
- (LA)  Florentii Wigorniensis Monachi Chronicon, Tomus II Continuatio.
- (EN)  The Chronicles of Florence of Worcester with two continuations.
- (LA)  Monumenta Germaniae Historica, Scriptores, tomus IX.
- (LA)  Rerum Gallicarum et Francicarum Scriptores, tomus decimus quartus ,tomus XIV.
- (LA)  Monumenta Germanica Historica, tomus XXIII.
- (LA)  Ordericus Vitalis, Historia Ecclesiastica, vol. II.
- (LA)  Ordericus Vitalis, Historia Ecclesiastica, vol. unicum.
- (LA)  Ordericus Vitalis, Historia Ecclesiastica, vol. III.
- (EN)  Chronicle of the Kings of England: From the Earliest Period to the Reign, of king William's children.
- (LA)  Historiæ Normannorum Scriptores Antiqui.

### Letteratura storiografica
- William John Corbett, "Inghilterra, 1087-1154", cap. II, vol. VI (Declino dell'impero e del papato e sviluppo degli stati nazionali) della Storia del Mondo Medievale, 1999, pp. 56–98.